# Radiola linoides
Radiola linoides là một loài thực vật có hoa trong họ Linaceae. Loài này được Roth miêu tả khoa học đầu tiên năm 1788.

## Hình ảnh

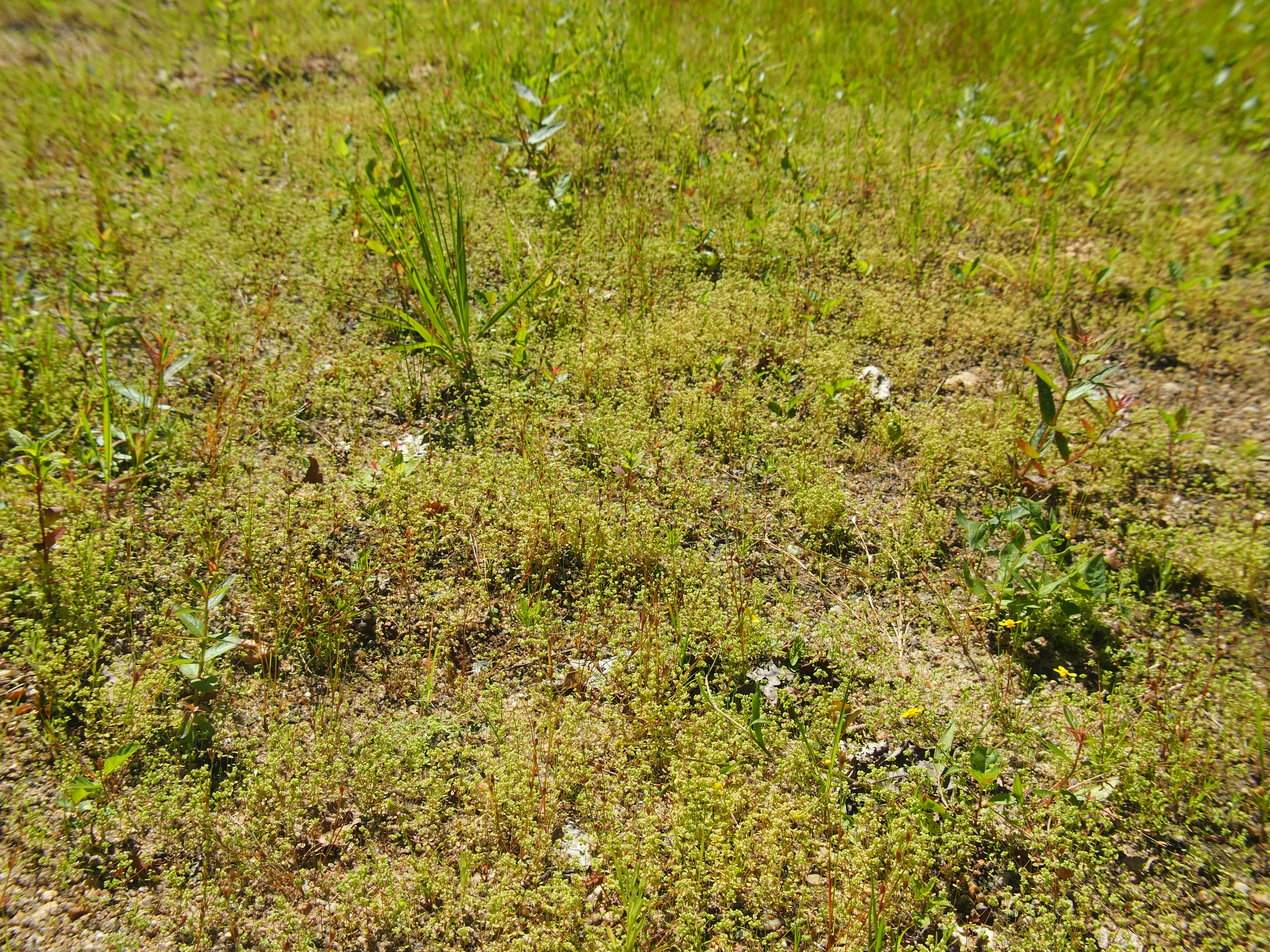
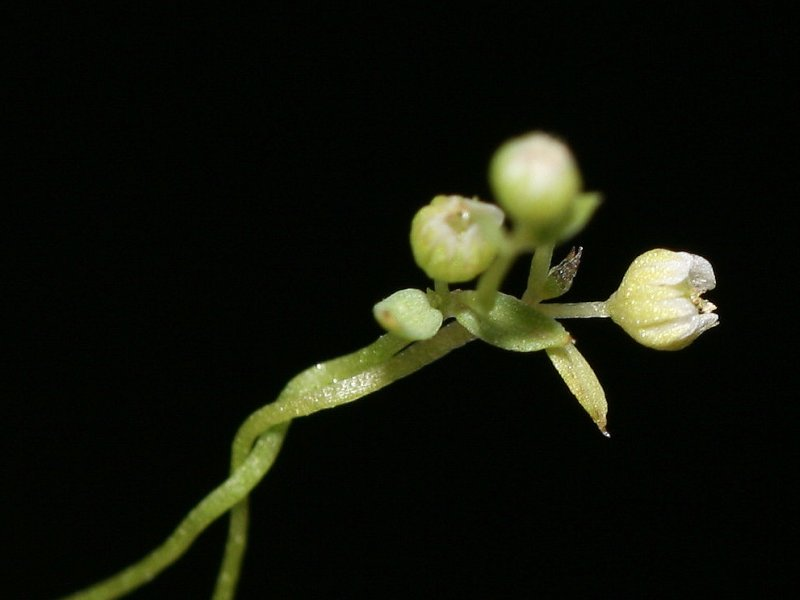
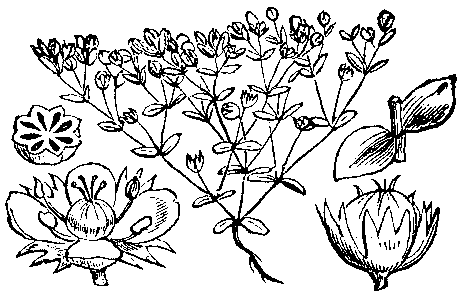
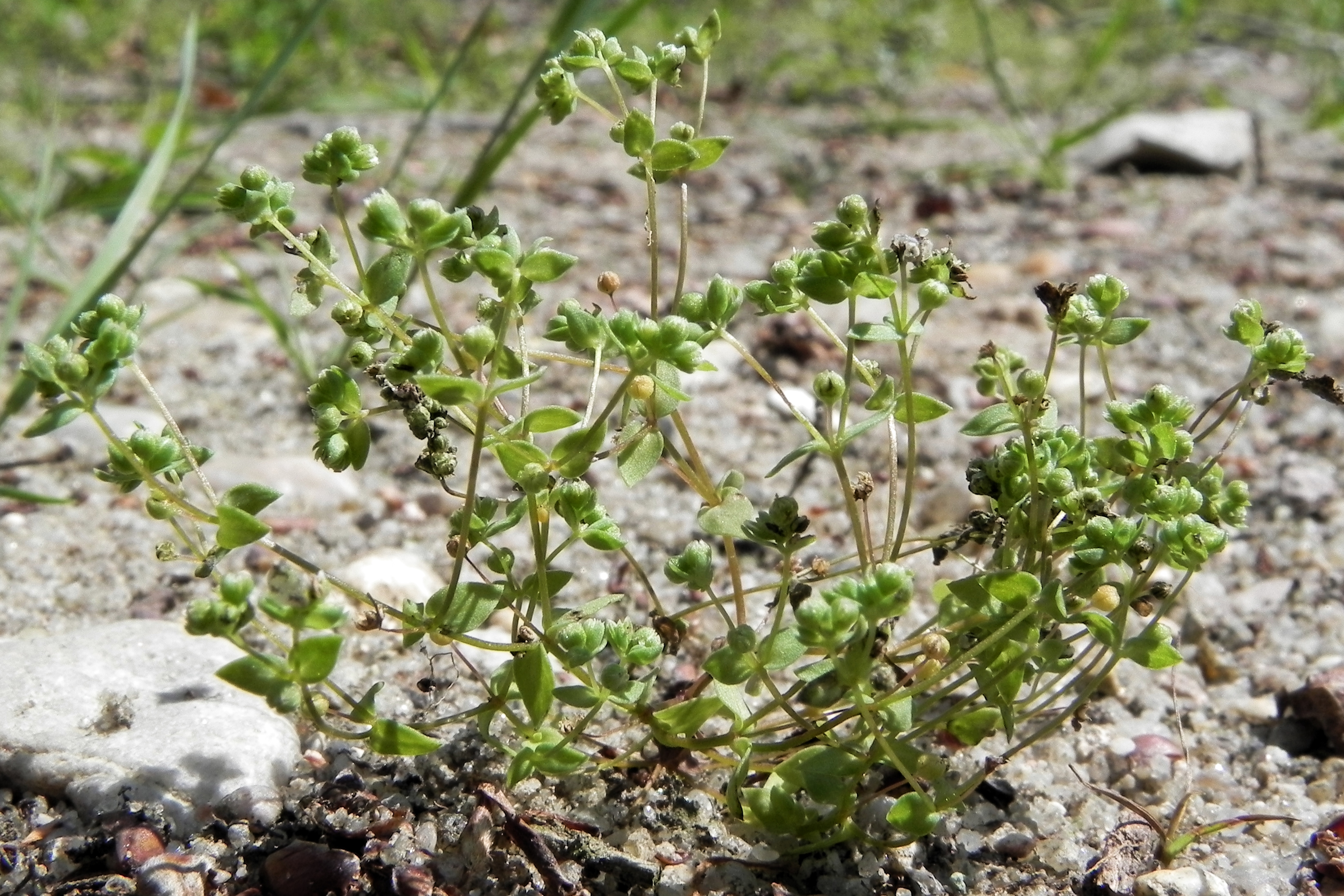